# Nathan (Fußballspieler)
Nathan (* 13. März 1996 in Blumenau; eigentlich Nathan Allan de Souza) ist ein brasilianischer Fußballspieler. Der offensive Mittelfeldspieler steht bei Grêmio Porto Alegre unter Vertrag.

## Karriere

### Vereine
Nathan rückte zur Série A 2014 bei Athletico Paranaense in den Kader der ersten Mannschaft auf. Sein erstes Pflichtspiel für den Verein absolvierte er am 30. Januar 2014 bei der 1:2-Niederlage gegen Sporting Cristal in der Copa Libertadores. Am 22. Mai 2014 kam Nathan beim 1:1 gegen Corinthians São Paulo zu seinem Debüt in der Série A.
Zur Saison 2015/16 wechselte Nathan in die Premier League zum FC Chelsea und wurde direkt für zwei Jahre an Vitesse Arnheim weiter verliehen. In der Spielzeit 2016/17 gewann er mit Vitesse den niederländischen Pokal. Nach Ende der Leihe wurde Nathan von Chelsea bis Jahresende an den SC Amiens verliehen. Von Januar bis Juni 2018 spielte er leihweise für Belenenses Lissabon.
Im Juli 2018 verlieh Chelsea ihn an Atlético Mineiro. Das Leihgeschäft wurde befristet bis Ende Juni 2019. Nachdem die Leihe zwei Mal verlängert wurde, übernahm ihn der Klub im Juli 2020 vollständig. Die Ablösesumme betrug drei Millionen Euro und der Vertrag erhielt eine Laufzeit bis Ende Juni 2024. Im Dezember 2021 konnte er mit dem Klub die brasilianische Meisterschaft gewinnen. Im selben Monat schloss sich der Erfolg im Copa do Brasil 2021 an.
Zur Saison 2022 wurde Nathan an Fluminense Rio de Janeiro ausgeliehen. Bei dem Klub blieb er bis zum Ende der Série A 2022 im November. Danach kehrte er zunächst zu Atlético Mineiro zurück und wurde nach Abschluss der Staatsmeisterschaft im April 2023 an Grêmio Porto Alegre abgegeben. Der Kontrakt erhielt eine Laufzeit über drei Jahre.

### Nationalmannschaft
Nathan nahm im Herbst 2013 mit der brasilianischen U17-Nationalmannschaft an der U17-Weltmeisterschaft in den Vereinigten Arabischen Emiraten teil. Er kam in allen Spielen seiner Mannschaft zum Einsatz und erzielte fünf Tore, damit belegte er den vierten Platz der Torschützenliste. Im Viertelfinale unterlag die Mannschaft im Elfmeterschießen der Auswahl Mexikos. Am Ende des Turniers wurde Nathan mit dem „Silbernen Ball“ als zweitbester Spieler ausgezeichnet.
Anfang 2015 spielte Nathan mit der U20-Auswahl bei der U20-Südamerikameisterschaft in Uruguay. In acht Spielen erzielte er ein Tor und belegte in der Finalrunde mit seiner Mannschaft den vierten Platz.

## Erfolge
Vitesse Arnheim
- Niederländischer Pokalsieger: 2017

Atlético Mineiro
- Staatsmeisterschaft von Minas Gerais: 2020, 2021, 2023
- Brasilianischer Meister: 2021
- Copa do Brasil: 2021

Fluminense
- Taça Guanabara: 2022
- Staatsmeisterschaft von Rio de Janeiro: 2022